# Провулок Світлячків
Провулок Світлячків (англ. Firefly Lane) — американський драматичний телевізійний серіал, створений Меґі Фрідман для Netflix. Серіал заснований на однойменному романі Крістін Генни. Прем'єра серіалу відбулася 3 лютого 2021 року. Він розповідає про життя двох дівчат-підлітків у 1970-х роках, аж до їх повноліття на початку 2000-х. У травні 2021 року серіал було поновлено на другий сезон, який планують випустити у 2022 році.

## У ролях

### Головні персонажі
- Кетрін Гейґл — Таллі Гарт, знаменита ведуча денного ток-шоу, відомого як «Години подруг»
- Алі Сковбі — мала Таллі
- Лондон Робертсон — мала Таллі 1970
- Сара Чок — Кейт Муларкі, найкраща подруга Таллі з 14 років та домогосподарка, яка намагається повернутися до роботи під час розлучення
- Роан Кертіс — молода Кейт
- Бен Лоусон — Джонні Раян, чоловік Кейт і продюсер «Години подруг»
- Бо Гаррет — Хмаринка, вільна від душі наркоманка мати-одиначка Таллі
- Яель Юрман — Марі Раян, дочка-підліток Кейт та Джонні

### Другорядні персонажі
- Брендон Джей Макларен — Тревіс, вдівець, дочка якого ходить в ту ж школу, що і Мара, і знаходить зв'язок з Кейт
- Джон Еккер — Макс Броуді, любовний інтерес Таллі
- Челах Хорсдал — Марджі, матір Кейт
- Пол Мак-Джилліон — Бад, батько Кейт
- Дженна Розенова — Кімбер Воттс, редактор «Сіетл Дайджест» і шеф Кейт
- Лео Рано — Леон, хлопець Хмаринки в 1970-х
- Люк Воріскі — Брендан Серіндіпович, боксер
- Брендан Тейлор у ролі Мутта, оператора місцевої станції новин KPOC Tacoma та любові Кейт у 1980-х
- Джейсон Макіннон — Шон, закритий старший брат Кейт
- Квін Лорд — Шон '74
- Синто Місаті — Роббі '74
- Крістен Робек — Керол, ведучий KPOC Tacoma
- Андрес Джозеф — Гідеон Вега, фотограф з Сіетл Дайджест
- Патрік Сабонгі — Чад Вайлі, любовний інтерес Таллі у 1980-х роках, який також був її професором у коледжі.

### Спеціально запрошена зірка
- Мартін Донован — Вілсон Кінг, відомий телепродюсер.

## Український дубляж
- Наталя Романько-Кисельова — Кейт
- Світлана Шекера — Таллі
- Андрій Федінчик — Джонні
- Іван Розін — Макс
- Антоніна Якушева — Хмаринка
- Тамара Морозова — Марджі
- Андрій Соболєв — Шон 14
- Вікторія Левченко — Мара, мала Таллі
- Дмитро Бузинський — Тревіс
- Євген Локтіонов — Матт
- Михайло Войчук — Бад, Пі Джей, Міллер
- Катерина Брайковська — Кімбер
- Павло Скороходько — Ґідеон
- Оксана Гринько — Керол (сезон 1)
- Катерина Трубенок — Керол (сезон 2)
- Олександр Солодкий — Пет, Юджин
- Юрій Кудрявець — Леон, Деніс', Вільям
- Андрій Альохін — Роджер
- В'ячеслав Скорик — Роббі 14
- Олена Узлюк — Бабуся, Ізабель, Дорін, Дейзі, Емі, Психологиня
- Єлизавета Зіновенко — Гоуп
- Михайло Кришталь — Вілсон, Доктор Арчер, Стен
- Роман Чорний — Денні
- Людмила Петриченко — Лотті
- Аліса Гур'єва — Джастіна
- Володимир Терещук — Бенедикт Бінсванґер
- Роман Солошенко — Том, Келвін
- Яна Кривов'яз — Маленька Мара
- Анна Павленко — Ліза-Карен
- Кирило Татарченко — Бред, Паркувальник
- Аліна Проценко — Джейн, Вівіан, Една, Гелен
- В'ячеслав Хостікоєв — Тео
- Катерина Трубенок — Ненсі, Селесте
- Максим Самчик — Куп
- Роман Семисал — Сем Вейверлі
- Анастасія Чубинська — Шеріл
- В'ячеслав Дудко — Батько Джонні

- А також: Ганна Соболєва, Катерина Петрашова, Аліна Проценко, Павло Лі, Петро Сова, В'ячеслав Дудко, Руслан Драпалюк, Катерина Наземцева, Олена Борозенець, Мая Ведернікова, Валерія Антонова, Андрій Терещук, Віталій Ізмалков

Серіал дубльовано студією «Postmodern» на замовлення компанії «Netflix» у 2021—2023 роках.
- Режисери дубляжу — Павло Голов (1 сезон), Світлана Шекера (2 сезон), Крістіна Синельник (2 сезон, 11 серія)
- Перекладач — Надія Бойван
- Звукооператори — Богдан Клименко (1 сезон), Геннадій Алексєєв (2 сезон)
- Звукорежисери перезапису — Олександр Мостовенко, Андрій Желуденко, Андрій Денисюк (2 сезон, 1-9 серії), Геннадій Алексєєв (2 сезон, 10-16 серії)
- Супервайзер виробництва — Юрій Антонов
- Спеціаліст з адаптації — Раїса Смірнова
- Менеджер проєкту — Олександра Небогатикова (1 сезон), Катерина Трубенок (2 сезон)

## Виробництво

### Розробка
22 лютого 2019 року було оголошено, що Netflix замовив серіал на перший сезон, що складається з десяти серій. Серіал створила Меґі Фрідман, яка також повинна була бути виконавчою продюсеркою разом зі Стефані Жермен, Кетрін Гейґл та Лі Роуз. 26 травня 2021 року Netflix поновив серіал на другий сезон, який планується вийти у 2022 році

### Кастинг
10 липня 2019 року Кетрін Гейґл отримала головну роль. У серпні 2019 року Бена Лоусона, Сару Чок та Бо Гаррета відібрали на головні ролі. У вересні 2019 року Алі Сковбі та Роан Кертіс зіграли ролі персонажів у підлітковому віці Гейґл та Чок, Таллі та Кейт, відповідно. У тому ж місяці Джона Еккера і Брендона Джей Макларена відібрали на повторювані ролі. 17 грудня 2019 року Патрік Сабонгі та Брендан Тейлор приєдналися до акторського складу в повторюваних ролях. 11 лютого 2020 року Дженну Розенову відібрали для ролі, що повторюється.

### Зйомки
Основне знімання серіалу розпочали 17 вересня 2019 року і закінчили 21 січня 2020 року в Бернабі, Британська Колумбія. Вінсент де Паула — став оператором серіалу.

## Реліз
14 жовтня 2020 року вийшов офіційний тизер, а також перші зображення. Прем'єра серіалу відбулася 3 лютого 2021 р.

## Відгуки

### Глядацька аудиторія
За тиждень з 1 по 7 лютого Firefly Lane посіла перше місце в рейтингу Nielsen, який оголосив, що шоу було переглянуто загалом 1,3 мільярда хвилин. Наступного тижня він знову посів перше місце в рейтингу «Нільсена» із загальною кількістю перегляду 1,288 мільярда хвилин. 20 квітня 2021 року Netflix оголосив, що за перші 28 днів після виходу серіал переглянули серіал 49 мільйонів людей.

### Критика
Щодо серії, агрегатор оглядів Rotten Tomatoes повідомив про схвалення 47 % на основі 30 відгуків критиків із середнім рейтингом 5,53 / 10. Консенсус критиків вебсайту стверджує: «Firefly Lane має кілька твердих ідей і пару-переможців у вигляді Кетрін Гейґл і Сари Чок — якби тільки написання могло реалізувати весь цей потенціал». Metacritic дав серії середньозважений бал 57 зі 100 на основі 21 відгуку критиків, вказуючи «змішані або середні відгуки».
Джуді Берман писала: "За більшістю показників Firefly Lane просто не є гарним серіалом Проте, попри численні обмеження, у цьому є щось приємне " Джоел Келлер з «Decider» сказав: «Хімія між Сарою Чалке і Кетрін Гейґл несе Firefly Lane».